# Dollar Girl
Pour plus de détails, voir Fiche technique et Distribution.
Dollar Girl est un film d'action américain écrit et réalisé par Jack Heape, sorti en 2008 directement en vidéo.

## Fiche technique
- Titre original : Dollar Girl
- Réalisation : Jack Heape
- Scénario : Jack Heape
- Production : Jack Heape
- Sociétés de production : Hobo Productions
- Musique :
- Pays d'origine :  États-Unis
- Langue originale : Anglais américain
- Genre : Action
- Lieux de tournage :
- Durée : 1 h 48
- Dates de sortie :
  -  États-Unis : 21 décembre 2008

## Distribution
- Regan Deal : Carla Knight
- Todd Cannon : Daryll Hall
- Chris Norris : Chris Foley
- Rachael Cornwall : Lori Mateese
- Corina Oliveria : Catherine Moore
- Jennifer Tarrant : Cheryl Rogers
- Al Eckert : Mr. C
- June Holstrum : Gertrude Graham
- Richard Anthony Farrell : Bubba Sykes
- Ernest Rogers Sr. : Jim Sizemore
- Jay Evans : Vincent Gambino
- Clarence Spitler : Jake Wilson
- John Bates : Tony Gamboni
- Dan Scheel : Bodyguard
- Jackson Randall : Nick